# Musschia aurea
Musschia aurea är en klockväxtart som först beskrevs av Carl von Linné d.y., och fick sitt nu gällande namn av Barthélemy Charles Joseph Dumortier. Musschia aurea ingår i släktet Musschia och familjen klockväxter. IUCN kategoriserar arten globalt som livskraftig.
Artens utbredningsområde är Madeira. Inga underarter finns listade i Catalogue of Life.

## Bildgalleri

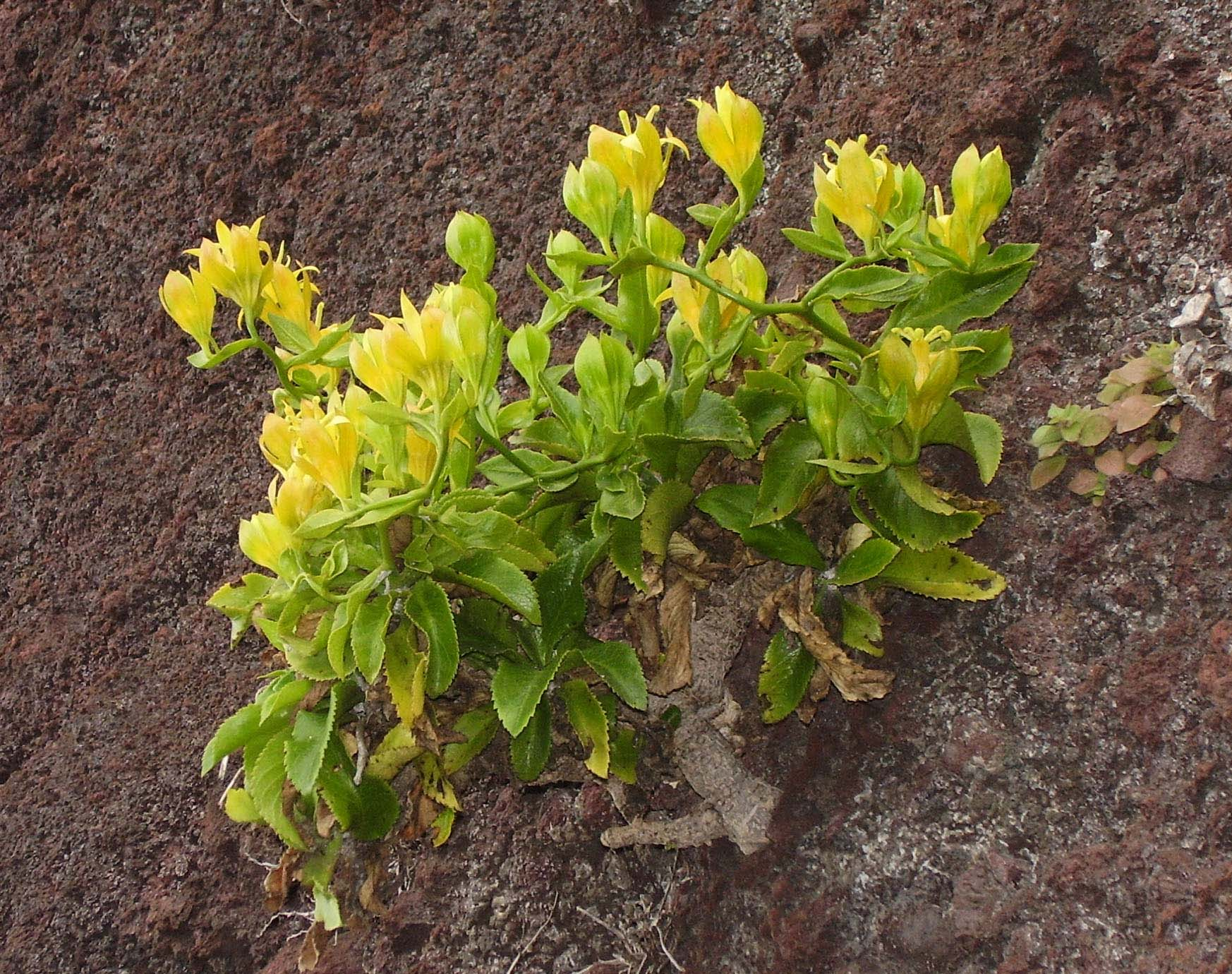